# Rasmus Birkeland
Rasmus Ingvald Birkeland (Austevoll, Hordaland, 14 d'abril de 1888 - Austevoll, Hordaland, 12 de desembre de 1972) va ser un regatista noruec que va competir a començaments del segle xx. Era germà del també regatista Halvor Birkeland.
El 1920 va prendre part en els Jocs Olímpics d'Anvers, on va guanyar la medalla d'or en els 12 metres (1907 rating) del programa de vela, a bord de l'Atlanta.